# Élections législatives de 1962 dans le Finistère
Les élections législatives françaises de 1962 se déroulent les 18 et 25 novembre 1962. Dans le département du Finistère, huit députés sont à élire dans le cadre de huit circonscriptions.

## Élus
| Circonscription | Député sortant        | Parti | Parti | Député élu ou réélu     | Parti | Parti   |
| --------------- | --------------------- | ----- | ----- | ----------------------- | ----- | ------- |
| 1re             | Hervé Nader           |       | UNR   | Roger Évrard            |       | UNR-UDT |
| 2e              | Georges Lombard       |       | CNIP  | Charles Le Goasguen     |       | UNR-UDT |
| 3e              | Gabriel de Poulpiquet |       | UNR   | Gabriel de Poulpiquet   |       | UNR-UDT |
| 4e              | Jean Le Duc           |       | CNIP  | François Tanguy-Prigent |       | PSU     |
| 5e              | Joseph Pinvidic       |       | CNIP  | Antoine Caill           |       | UNR-UDT |
| 6e              | Jean Crouan           |       | CNIP  | Suzanne Ploux           |       | UNR-UDT |
| 7e              | Xavier Trellu         |       | MRP   | Gabriel Miossec         |       | UNR-UDT |
| 8e              | Louis Orvoën          |       | MRP   | Louis Orvoën            |       | MRP     |

## Mode de scrutin
L'élection se fait au scrutin uninominal majoritaire à deux tours. 
Il faut réunir pour être élu au premier tour :
1. La majorité absolue des suffrages exprimés ;
2. Un nombre de suffrages égal au quart des électeurs inscrits.

Au deuxième tour la majorité relative suffit. En cas d'égalité c'est le plus âgé qui est élu.

## Résultats

### Résultats à l'échelle du département
| Parti          | Parti                                          | Premier tour | Premier tour | Second tour | Second tour | Sièges |
| Parti          | Parti                                          | Voix         | %            | Voix        | %           | Sièges |
| -------------- | ---------------------------------------------- | ------------ | ------------ | ----------- | ----------- | ------ |
|                | Union pour la nouvelle République (UDT)        | 125 735      | 36,76        | 135 871     | 41,37       | 6      |
|                | Modérés                                        | 19 214       | 5,62         | 17 745      | 5,40        | 0      |
|                | Majorité présidentielle                        | 144 949      | 42,38        | 153 616     | 46,77       | 6      |
|                |                                                |              |              |             |             |        |
|                | Mouvement républicain populaire                | 65 512       | 19,15        | 29 376      | 8,94        | 1      |
|                | Centre national des indépendants et paysans    | 26 351       | 7,70         | 42 005      | 12,79       | 0      |
|                | Centre républicain                             | 8 534        | 2,49         | 9 556       | 2,91        | 0      |
|                | Centre démocratique                            | 100 397      | 29,35        | 80 937      | 24,64       | 1      |
|                |                                                |              |              |             |             |        |
|                | Parti communiste français                      | 52 305       | 15,29        | 55 814      | 16,99       | 0      |
|                | Section française de l'Internationale ouvrière | 18 941       | 5,54         | 10 106      | 3,08        | 0      |
|                | Parti socialiste unifié                        | 14 712       | 4,30         | 23 458      | 7,14        | 1      |
|                | Radicaux centristes                            | 8 414        | 2,46         | 4 488       | 1,37        | 0      |
|                | Divers                                         | 2 327        | 0,68         |             |             | 0      |
|                |                                                |              |              |             |             |        |
| Inscrits       | Inscrits                                       | 498 967      | 100,00       | 447 166     | 100,00      | 8      |
| Abstentions    | Abstentions                                    | 152 332      | 30,53        | 112 960     | 25,26       |        |
| Votants        | Votants                                        | 346 635      | 69,47        | 334 206     | 74,74       |        |
| Blancs et nuls | Blancs et nuls                                 | 4 590        | 1,32         | 5 787       | 1,73        |        |
| Exprimés       | Exprimés                                       | 342 045      | 98,68        | 328 419     | 98,27       |        |

### Résultats par circonscription

#### Première circonscription (Quimper)
| Candidat       | Candidat            | Parti              | Premier tour | Premier tour | Second tour | Second tour |  |
| Candidat       | Candidat            | Parti              | Voix         | %            | Voix        | %           |  |
| -------------- | ------------------- | ------------------ | ------------ | ------------ | ----------- | ----------- |  |
|                | Roger Évrard élu    | UNR-UDT            | 10 835       | 24,98        | 28 940      | 60,75       |  |
|                | Daniel Trellu       | PCF                | 9 300        | 21,44        | 18 394      | 38,61       |  |
|                | Louis Le Calvez     | MRP                | 8 983        | 20,71        | 301         | 0,63        |  |
|                | Hervé Nader sortant | CNIP               | 6 250        | 14,41        | Retrait     | Retrait     |  |
|                | Maurice Cariou      | SFIO               | 3 700        | 8,53         | Retrait     | Retrait     |  |
|                | Alain Le Dilosquer  | PSU                | 2 654        | 6,11         | Retrait     | Retrait     |  |
|                | Pierre Le Moine     | Régionaliste (CAR) | 1 653        | 3,81         |             |             |  |
|                |                     |                    |              |              |             |             |  |
| Inscrits       | Inscrits            | Inscrits           | 64 309       | 100,00       | 64 258      | 100,00      |  |
| Abstentions    | Abstentions         | Abstentions        | 20 216       | 31,44        | 14 832      | 23,08       |  |
| Votants        | Votants             | Votants            | 44 093       | 68,56        | 49 426      | 76,92       |  |
| Blancs et nuls | Blancs et nuls      | Blancs et nuls     | 718          | 1,63         | 1 791       | 3,62        |  |
| Exprimés       | Exprimés            | Exprimés           | 43 375       | 98,37        | 47 635      | 96,38       |  |

#### Deuxième circonscription (Brest)
| Candidat           | Candidat                | Parti          | Premier tour | Premier tour | Second tour | Second tour |  |
| Candidat           | Candidat                | Parti          | Voix         | %            | Voix        | %           |  |
| ------------------ | ----------------------- | -------------- | ------------ | ------------ | ----------- | ----------- |  |
|                    | Charles Le Goasguen élu | UNR-UDT        | 20 509       | 39,09        | 27 195      | 46,9        |  |
|                    | Georges Lombard sortant | CNIP           | 11 618       | 22,14        | 20 624      | 35,57       |  |
|                    | Gabriel Paul            | PCF            | 7 520        | 14,33        | 10 162      | 17,53       |  |
|                    | Robert Gravot           | SFIO           | 5 718        | 10,9         | Retrait     | Retrait     |  |
|                    | Ange Habasque           | Modérés        | 2 748        | 5,24         | Retrait     | Retrait     |  |
|                    | Emmanuel Fouyet         | MRP            | 2 594        | 4,94         |             |             |  |
|                    | Paul Trémintin          | PSU            | 1 762        | 3,36         |             |             |  |
|                    |                         |                |              |              |             |             |  |
| Inscrits           | Inscrits                | Inscrits       | 79 889       | 100,00       | 79 889      | 100,00      |  |
| Abstentions        | Abstentions             | Abstentions    | 27 077       | 33,89        | 21 546      | 26,97       |  |
| Votants            | Votants                 | Votants        | 52 812       | 66,11        | 58 343      | 73,03       |  |
| Blancs et nuls     | Blancs et nuls          | Blancs et nuls | 343          | 0,65         | 362         | 0,62        |  |
| Exprimés           | Exprimés                | Exprimés       | 52 469       | 99,35        | 57 981      | 99,38       |  |
| Source : Data.gouv |                         |                |              |              |             |             |  |

#### Troisième circonscription (Landerneau)
|                    | Gabriel de Poulpiquet sortant réélu | UNR-UDT        | 33 973 | 73,9   |  |  |  |
|                    | Alphonse Arzel                      | MRP            | 8 643  | 18,8   |  |  |  |
|                    | Henri Roudot                        | PCF            | 3 355  | 7,3    |  |  |  |
|                    |                                     |                |        |        |  |  |  |
| Inscrits           | Inscrits                            | Inscrits       | 60 704 | 100,00 |  |  |  |
| Abstentions        | Abstentions                         | Abstentions    | 13 946 | 22,97  |  |  |  |
| Votants            | Votants                             | Votants        | 46 758 | 77,03  |  |  |  |
| Blancs et nuls     | Blancs et nuls                      | Blancs et nuls | 787    | 1,68   |  |  |  |
| Exprimés           | Exprimés                            | Exprimés       | 45 971 | 98,32  |  |  |  |
| Source : Data.gouv |                                     |                |        |        |  |  |  |

#### Quatrième circonscription (Morlaix)
| Candidat                      | Candidat                    | Parti          | Premier tour | Premier tour | Second tour | Second tour |  |
| Candidat                      | Candidat                    | Parti          | Voix         | %            | Voix        | %           |  |
| ----------------------------- | --------------------------- | -------------- | ------------ | ------------ | ----------- | ----------- |  |
|                               | François Tanguy-Prigent élu | PSU            | 10 296       | 25,49        | 23 458      | 52,32       |  |
|                               | Jean Le Duc sortant         | CNIP           | 8 483        | 21           | 21 381      | 47,68       |  |
|                               | François Prigent            | MRP            | 7 595        | 18,8         | Retrait     | Retrait     |  |
|                               | Alphonse Penven             | PCF            | 6 391        | 15,82        | Retrait     | Retrait     |  |
|                               | Bernard Guillou             | UNR-UDT        | 5 590        | 13,84        | Retrait     | Retrait     |  |
|                               | Yves Le Louz                | Modérés        | 1 118        | 2,77         |             |             |  |
|                               | Robert Arnault              | SFIO           | 924          | 2,29         |             |             |  |
|                               |                             |                |              |              |             |             |  |
| Inscrits                      | Inscrits                    | Inscrits       | 57 246       | 100,00       | 57 243      | 100,00      |  |
| Abstentions                   | Abstentions                 | Abstentions    | 16 424       | 28,69        | 11 731      | 20,49       |  |
| Votants                       | Votants                     | Votants        | 40 822       | 71,31        | 45 512      | 79,51       |  |
| Blancs et nuls                | Blancs et nuls              | Blancs et nuls | 425          | 1,04         | 673         | 1,48        |  |
| Exprimés                      | Exprimés                    | Exprimés       | 40 397       | 98,96        | 44 839      | 98,52       |  |
| Source : Data.gouv et CEVIPOF |                             |                |              |              |             |             |  |

#### Cinquième circonscription (Landivisiau)
| Candidat           | Candidat          | Parti          | Premier tour | Premier tour | Second tour | Second tour |  |
| Candidat           | Candidat          | Parti          | Voix         | %            | Voix        | %           |  |
| ------------------ | ----------------- | -------------- | ------------ | ------------ | ----------- | ----------- |  |
|                    | Antoine Caill élu | UNR-UDT        | 17 309       | 40,87        | 27 872      | 61,1        |  |
|                    | Pierre Chapalain  | Modérés        | 15 348       | 36,24        | 17 745      | 38,9        |  |
|                    | Yves Le Nan       | MRP            | 4 473        | 10,56        | Retrait     | Retrait     |  |
|                    | Eugène Reeb       | SFIO           | 3 145        | 7,43         | Retrait     | Retrait     |  |
|                    | Jacques Kerhoas   | PCF            | 2 078        | 4,91         |             |             |  |
|                    |                   |                |              |              |             |             |  |
| Inscrits           | Inscrits          | Inscrits       | 59 372       | 100,00       | 59 361      | 100,00      |  |
| Abstentions        | Abstentions       | Abstentions    | 16 215       | 27,31        | 12 415      | 20,91       |  |
| Votants            | Votants           | Votants        | 43 157       | 72,69        | 46 946      | 79,09       |  |
| Blancs et nuls     | Blancs et nuls    | Blancs et nuls | 804          | 1,86         | 1 329       | 2,83        |  |
| Exprimés           | Exprimés          | Exprimés       | 42 353       | 98,14        | 45 617      | 97,17       |  |
| Source : Data.gouv |                   |                |              |              |             |             |  |

#### Sixième circonscription (Châteaulin)
| Candidat           | Candidat           | Parti          | Premier tour | Premier tour | Second tour | Second tour |  |
| Candidat           | Candidat           | Parti          | Voix         | %            | Voix        | %           |  |
| ------------------ | ------------------ | -------------- | ------------ | ------------ | ----------- | ----------- |  |
|                    | Suzanne Ploux élue | UNR-UDT        | 11 404       | 27,41        | 15 708      | 33,32       |  |
|                    | Édouard Le Jeune   | MRP            | 11 012       | 26,47        | 11 775      | 24,98       |  |
|                    | Jean Rohou         | CR             | 8 534        | 20,51        | 9 556       | 20,27       |  |
|                    | Hervé Mao          | SFIO           | 5 454        | 13,11        | 10 106      | 21,44       |  |
|                    | Louis Hémery       | PCF            | 5 199        | 12,5         | Retrait     | Retrait     |  |
|                    |                    |                |              |              |             |             |  |
| Inscrits           | Inscrits           | Inscrits       | 61 095       | 100,00       | 61 087      | 100,00      |  |
| Abstentions        | Abstentions        | Abstentions    | 19 157       | 31,36        | 13 660      | 22,36       |  |
| Votants            | Votants            | Votants        | 41 938       | 68,64        | 47 427      | 77,64       |  |
| Blancs et nuls     | Blancs et nuls     | Blancs et nuls | 335          | 0,8          | 282         | 0,59        |  |
| Exprimés           | Exprimés           | Exprimés       | 41 603       | 99,2         | 47 145      | 99,41       |  |
| Source : Data.gouv |                    |                |              |              |             |             |  |

#### Septième circonscription (Douarnenez)
| Candidat           | Candidat              | Parti          | Premier tour | Premier tour | Second tour | Second tour |  |
| Candidat           | Candidat              | Parti          | Voix         | %            | Voix        | %           |  |
| ------------------ | --------------------- | -------------- | ------------ | ------------ | ----------- | ----------- |  |
|                    | Gabriel Miossec élu   | UNR-UDT        | 16 506       | 46,29        | 27 514      | 70,47       |  |
|                    | Xavier Trellu sortant | MRP            | 10 797       | 30,28        | Retrait     | Retrait     |  |
|                    | Yves Kerrec           | PCF            | 8 352        | 23,42        | 11 532      | 29,53       |  |
|                    |                       |                |              |              |             |             |  |
| Inscrits           | Inscrits              | Inscrits       | 55 434       | 100,00       | 55 419      | 100,00      |  |
| Abstentions        | Abstentions           | Abstentions    | 19 144       | 34,53        | 15 310      | 27,63       |  |
| Votants            | Votants               | Votants        | 36 290       | 65,47        | 40 109      | 72,37       |  |
| Blancs et nuls     | Blancs et nuls        | Blancs et nuls | 635          | 1,75         | 1 063       | 2,65        |  |
| Exprimés           | Exprimés              | Exprimés       | 35 655       | 98,25        | 39 046      | 97,35       |  |
| Source : Data.gouv |                       |                |              |              |             |             |  |

#### Huitième circonscription (Concarneau - Quimperlé)
| Candidat           | Candidat                   | Parti          | Premier tour | Premier tour | Second tour | Second tour |  |
| Candidat           | Candidat                   | Parti          | Voix         | %            | Voix        | %           |  |
| ------------------ | -------------------------- | -------------- | ------------ | ------------ | ----------- | ----------- |  |
|                    | Louis Orvoën sortant réélu | MRP            | 11 415       | 28,38        | 17 300      | 37,48       |  |
|                    | Paul Le Gall               | PCF            | 10 110       | 25,14        | 15 726      | 34,07       |  |
|                    | Michel Le Glouannec        | UNR-UDT        | 9 609        | 23,89        | 8 642       | 18,72       |  |
|                    | Jean Charter               | Radcent        | 8 414        | 20,92        | 4 488       | 9,72        |  |
|                    | Gérard Toublanc            | Divers         | 674          | 1,68         |             |             |  |
|                    |                            |                |              |              |             |             |  |
| Inscrits           | Inscrits                   | Inscrits       | 60 918       | 100,00       | 69 909      | 100,00      |  |
| Abstentions        | Abstentions                | Abstentions    | 20 153       | 33,08        | 23 466      | 33,57       |  |
| Votants            | Votants                    | Votants        | 40 765       | 66,92        | 46 443      | 66,43       |  |
| Blancs et nuls     | Blancs et nuls             | Blancs et nuls | 543          | 1,33         | 287         | 0,62        |  |
| Exprimés           | Exprimés                   | Exprimés       | 40 222       | 98,67        | 46 156      | 99,38       |  |
| Source : Data.gouv |                            |                |              |              |             |             |  |